# Chris Menges
Chris Menges (15 de setembro de 1940) é um diretor de fotografia inglês.

## Vida e carreira
Menges nasceu em Kington, Herefordshire, filho do compositor e maestro Herbert Menges. Ele começou sua carreira na década de 1960 como operador de câmera em documentários e filmes de baixo orçamento. Seu primeiro filme como diretor de fotografia foi Kes, em 1969. Ele foi o diretor de fotografia do primeiro filme do diretor Stephen Frears, Gumshoe (1971).
Em 1984 ele recebeu sua primeira indicação ao BAFTA Award pelo filme Local Hero. No ano seguinte ele venceu seu primeiro Oscar para Melhor Fotografia pelo filme The Killing Fields. Dois anos depois ele trabalhou com o diretor Roland Joffé no filme The Mission, vencendo seu segundo Oscar.
Em 1988, ele dirigiu seu primeiro filme, A World Apart. O filme foi elogiado no Festival de Cannes de 1988 e venceu dois prêmios. Seu segundo filme como diretor, CrissCross (1992), foi um fracasso. Seu terceiro filme, Second Best (1994) foi melhor recebido que seu anterior.
Em 1996, ele voltou a trabalhar como diretor de fotografia nos filmes The Boxer e Michael Collins, com ele recebendo sua terceira indicação ao Oscar pelo último.